# Christine Corvisier
Christine Corvisier (* 12. April 1982 in Perpignan) ist eine französische Jazzmusikerin (Tenorsaxophon, Bassklarinette).
Corvisier spielt seit dem 14. Lebensjahr Saxophon. Sie spielte zunächst in der JMSU Big Band unter Leitung von Jean-François Jacomino, mit der sie international auf Tournee war. Sie studierte in Nizza (erster Preis DEM) und von 2004 bis 2008 in Amsterdam. Nachdem sie einen Studienaufenthalt 2009 in New York verbrachte, wo sie Stunden bei Chris Cheek und George Garzone nahm, zog sie 2010 ins Rheinland, wo sie zunächst mit Stefan Michalke arbeitete und das CMB Trio bildete. Mit dem Pianisten Spyros Manesis war sie im Duo in Deutschland, Griechenland und Frankreich unterwegs. Ihr Quintett, mit dem sie drei Alben herausbrachte, ist seit 2012 mit Kölner Musikern besetzt. Weiterhin gehört sie zum Quartett von Gero Körner und zum Trio von Tom Lorenz. Gemeinsam mit ihrem Mann, dem Gitarristen Philipp Brämswig, bildete sie das Duo Die Brämswigs.

## Diskographische Hinweise
- Walkin‘ Around (2007)
- Corvisier/Michalke Still (2013)
- Reconnassance (Unit Records 2015, mit Martin Schulte, Sebastian Scobel, David Andres, Thomas Sauerborn sowie Filippa Gojo)
- Christine Corvisier 5tet Chansons de Cologne (Jazzsick Records 2022, mit Martin Schulte, Sebastian Scobel, David Andres, Ralf Gessler)[1]